# Tbilisi
Tbilisi (tiếng Gruzia: თბილისი [tʰbilisi] ⓘ), vẫn được biết đến ở một số quốc gia với tên cũ Tiflis, là thủ đô và thành phố lớn nhất của Gruzia, với dân số vùng đô thị khoảng 1,5 triệu người. Được thành lập vào thế kỷ 5 bởi Vakhtang I Gorgasali, vua của Vương quốc Iberia, Tbilisi từ đó đã đóng vai trò thủ đô cho nhiều vương quốc và nước cộng hòa của Gruzia. Từ năm 1801 đến 1917, dưới sự cai trị của Đế quốc Nga, Tbilisi là nơi điều hành Phó vương quốc Kavkaz, quản lý cả Nam và Bắc Kavkaz.
Vì vị trí nằm ở nơi tiếp nối giữa châu Âu và châu Á, và sự lân cận với các tuyến đường giao thương đông-tây, trong suốt lịch sử Tbilisi (và Gruzia) đã là nơi cạnh tranh quyền lực giữa các cường quốc. Tới ngày nay, đây vẫn là một thuận lợi cho các dự án năng lượng và thương mại. Lịch sử đa dạng của Tbilisi được khắc họa trong kiến trúc, một sự kết hợp của phong cách Trung Cổ, Tân Cổ điển, Trung Đông, Art Nouveau, Stalin và Hiện đại.
Về lịch sử, Tbilisi là nơi cư ngụ của nhiều nhóm dân tộc, văn hóa và tôn giáo khác nhau, dù hiện nay đây là thành phố của người Gruzia với Chính thống giáo Đông phương là tôn giáo chính. Những địa điểm du lịch chính gồm hai nhà thờ Sameba và Sioni, Quảng trường Tự do mang dáng dấp Cổ điển, Đại lộ Rustaveli và đại lộ Agmashenebeli, pháo đài Narikala phong cách Trung Cổ, Nhà hát quốc gia và Bảo tàng quốc gia.

## Địa lý

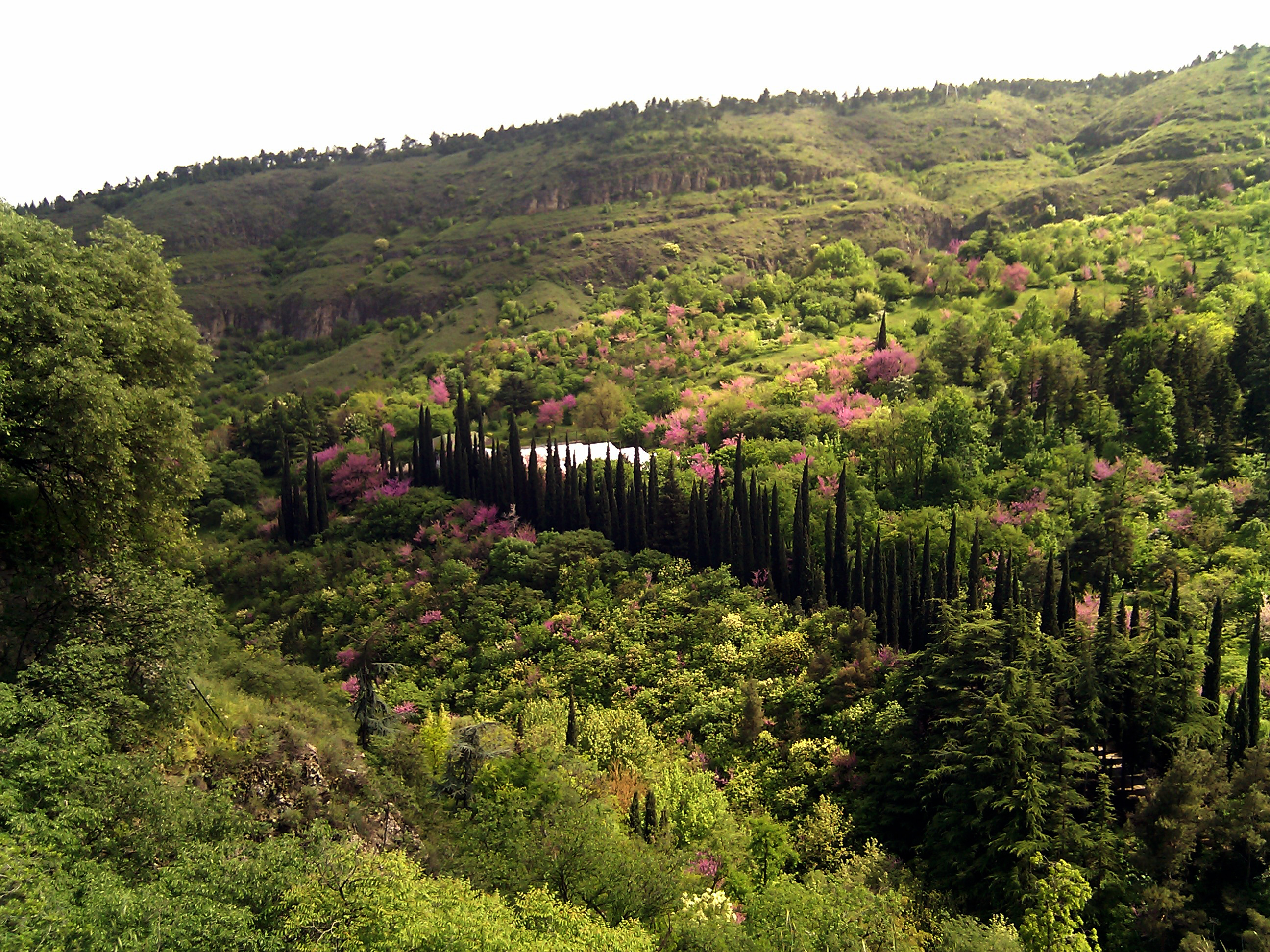
Vườn thực vật quốc gia Gruzia ở Tbilisi.

### Vị trí
Tbilisi tọa lạc ở Nam Kavkaz, tọa độ 41°43'B và 44°47'Đ. Đây là một đô thị miền Đông Gruzia, trải ra cả hai bờ sông Kura. Độ cao của thành phố là từ 380–770 mét trên mực nước biển (1.250–2.530 ft) và được bao quanh bởi núi non ở ba mặt. Tbilisi giáp với dãy núi Saguramo về phía bắc, đồng bằng Iori về phía đông và đông nam, và các dãy con của dãy núi Trialeti về phía tây và nam.

### Khí hậu

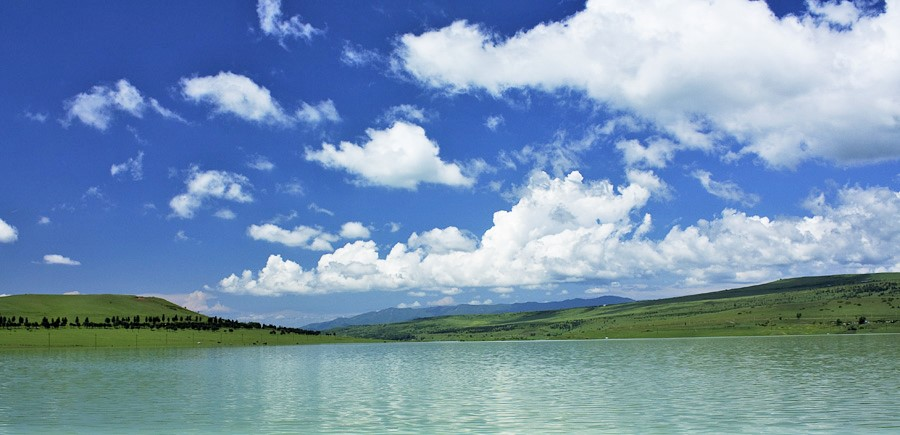
Biển Tbilisi (một hồ nhân tạo) là vùng nước lớn nhất Tbilisi.

Tbilisi có khí hậu cận nhiệt đới ẩm (phân loại khí hậu Köppen Cfa) với ảnh hưởng từ khí hậu lục địa ẩm (Dfa). Nơi đây có mùa hè rất ấm và mùa đông lạnh vừa phải. Như mọi khu vực khác ở Gruzia, Tbilisi nhận được lượng mưa đáng kể quanh năm và không có mùa khô rõ rệt. Khí hậu được ảnh hưởng bởi cả các khối không khí khô từ phía đông (Trung Á/Xibia) và các khối khí hải dương từ phía tây (biển Đen). 
| Dữ liệu khí hậu của Tbilisi                                                         | Dữ liệu khí hậu của Tbilisi | Dữ liệu khí hậu của Tbilisi | Dữ liệu khí hậu của Tbilisi | Dữ liệu khí hậu của Tbilisi | Dữ liệu khí hậu của Tbilisi | Dữ liệu khí hậu của Tbilisi | Dữ liệu khí hậu của Tbilisi | Dữ liệu khí hậu của Tbilisi | Dữ liệu khí hậu của Tbilisi | Dữ liệu khí hậu của Tbilisi | Dữ liệu khí hậu của Tbilisi | Dữ liệu khí hậu của Tbilisi | Dữ liệu khí hậu của Tbilisi |
| Tháng                                                                               | 1                           | 2                           | 3                           | 4                           | 5                           | 6                           | 7                           | 8                           | 9                           | 10                          | 11                          | 12                          | Năm                         |
| ----------------------------------------------------------------------------------- | --------------------------- | --------------------------- | --------------------------- | --------------------------- | --------------------------- | --------------------------- | --------------------------- | --------------------------- | --------------------------- | --------------------------- | --------------------------- | --------------------------- | --------------------------- |
| Cao kỉ lục °C (°F)                                                                  | 19.5 (67.1)                 | 22.4 (72.3)                 | 28.9 (84.0)                 | 34.4 (93.9)                 | 35.1 (95.2)                 | 40.2 (104.4)                | 42.0 (107.6)                | 40.4 (104.7)                | 37.9 (100.2)                | 33.3 (91.9)                 | 27.2 (81.0)                 | 22.8 (73.0)                 | 42.0 (107.6)                |
| Trung bình ngày tối đa °C (°F)                                                      | 6.6 (43.9)                  | 7.7 (45.9)                  | 12.6 (54.7)                 | 18.9 (66.0)                 | 23.1 (73.6)                 | 28.1 (82.6)                 | 31.2 (88.2)                 | 30.9 (87.6)                 | 26.4 (79.5)                 | 19.8 (67.6)                 | 12.8 (55.0)                 | 8.4 (47.1)                  | 18.9 (66.0)                 |
| Trung bình ngày °C (°F)                                                             | 2.3 (36.1)                  | 3.1 (37.6)                  | 7.2 (45.0)                  | 12.7 (54.9)                 | 17.2 (63.0)                 | 21.7 (71.1)                 | 24.9 (76.8)                 | 24.7 (76.5)                 | 20.2 (68.4)                 | 14.2 (57.6)                 | 7.9 (46.2)                  | 3.7 (38.7)                  | 13.3 (55.9)                 |
| Tối thiểu trung bình ngày °C (°F)                                                   | −0.8 (30.6)                 | 0.0 (32.0)                  | 3.2 (37.8)                  | 8.4 (47.1)                  | 12.4 (54.3)                 | 16.5 (61.7)                 | 19.8 (67.6)                 | 19.5 (67.1)                 | 15.4 (59.7)                 | 10.4 (50.7)                 | 4.9 (40.8)                  | 1.3 (34.3)                  | 9.3 (48.7)                  |
| Thấp kỉ lục °C (°F)                                                                 | −24.4 (−11.9)               | −14.8 (5.4)                 | −12.8 (9.0)                 | −3.8 (25.2)                 | 1.0 (33.8)                  | 6.3 (43.3)                  | 9.3 (48.7)                  | 8.9 (48.0)                  | 0.8 (33.4)                  | −6.4 (20.5)                 | −7.1 (19.2)                 | −20.5 (−4.9)                | −24.4 (−11.9)               |
| Lượng Giáng thủy trung bình mm (inches)                                             | 18.9 (0.74)                 | 25.8 (1.02)                 | 30.3 (1.19)                 | 50.5 (1.99)                 | 77.6 (3.06)                 | 76 (3.0)                    | 44.9 (1.77)                 | 47.5 (1.87)                 | 35.6 (1.40)                 | 37.5 (1.48)                 | 29.9 (1.18)                 | 21 (0.8)                    | 495.5 (19.51)               |
| Số ngày giáng thủy trung bình                                                       | 4                           | 4.6                         | 5.9                         | 7.6                         | 9.7                         | 8.7                         | 5.7                         | 5.7                         | 5                           | 5.6                         | 4.4                         | 4                           | 70.9                        |
| Độ ẩm tương đối trung bình (%)                                                      | 74                          | 72                          | 68                          | 66                          | 67                          | 64                          | 61                          | 62                          | 66                          | 73                          | 76                          | 76                          | 69                          |
| Số giờ nắng trung bình tháng                                                        | 99                          | 102                         | 142                         | 171                         | 213                         | 249                         | 256                         | 248                         | 206                         | 164                         | 103                         | 93                          | 2.046                       |
| Nguồn: Pogoda.ru.net (nhiệt độ, độ ẩm), WMO (lượng mưa, ngày mưa), NOAA (ngày nắng) |                             |                             |                             |                             |                             |                             |                             |                             |                             |                             |                             |                             |                             |